# Лукьянова, Елена Михайловна
Еле́на Миха́йловна Лукья́нова (13 января 1923, село Блистова, Менский район, Черниговская область, УССР — 15 августа 2014, Киев) — советский и украинский учёный-педиатр, академик Академии медицинских наук СССР (1984), Национальной академии наук Украины (1992), Национальной академии медицинских наук Украины (1993), Российской академии медицинских наук, Американской академии педиатров. Доктор медицинских наук (1966), профессор, заслуженный деятель науки и техники УССР (1982).

## Биография
Родилась в семье учителей. В годы Великой Отечественной войны была подпольщицей, разведчицей и медсестрой партизанского отряда.
В 1949 году окончила Киевский медицинский институт. С того же года работала в Украинском научно-исследовательском институте охраны материнства и детства (с 1965 года — Киевский научно-исследовательский институт педиатрии, акушерства и гинекологии (КНИИ ПАГ) имени М. П. Буйко МЗ УССР, с 1993 года — Институт педиатрии, акушерства и гинекологии АМН Украины): сначала младшим, затем старшим научным сотрудником, руководителем педиатрического отдела, а в 1966—1979 годах — заместителем директора по научной работе. В 1979—2004 годах — директор института, с 2004 года — почётный директор.
Похоронена в Киеве на Байковом кладбище.

## Научная деятельность
В 1966 году защитила докторскую диссертацию «Вопросы специфической антенатальной и постнатальной профилактики рахита». Создала украинскую школу по изучению кальций-фосфорного гомеостаза и систем его регуляции в различные возрастные периоды жизни ребёнка в норме и при патологии и связанных с этим многих клинических, биохимических и физиологических нарушений у детей. Ею выявлены сложные механизмы развития заболеваний, в генезе которых лежат разноплановые нарушения кальций-фосфорного обмена, разработана новая классификация, созданы современные методы профилактики и лечения этих болезней. Уточнены важные звенья нарушений метаболизма костной ткани в зависимости от возраста ребёнка, вида соматической патологии, влияния неблагоприятных экологических факторов на организм ребёнка, что стало основой для разработки новых, более эффективных методов профилактики и лечения различных костных заболеваний и гипокальциемических состояний у детей. При участии академика Е. М. Лукьяновой создан новый препарат «Видеин-3», который широко внедрены в практику охраны здоровья детей и беременных женщин.
Е. М. Лукьянова также создала научную школу детской гастроэнтерологии. Ею раскрыто отдельные механизмы формирования хронических заболеваний желудка, кишечника, печени, желчевыводящих путей и поджелудочной железы у детей, разработаны эффективные схемы патогенетической терапии и профилактики их. Созданы новые продукты лечебного питания для детей с патологией органов пищеварения. Разработаны и внедрены в практику здравоохранения современные методы эндоскопического и ультразвукового исследования органов пищеварения у детей.
Под руководством академика Е. М. Лукьяновой проведено уникальные исследования влияния последствий радиационного облучения на состояние биологической системы «мать—плод—ребенок», изучены особенности возникновения стохастических и нестохастических эффектов в организме будущей матери и её детей. Исследовательница разработала диагностические критерии и лечебно-профилактические комплексы для детей и женщин с радиационно-контролируемых районов Украины, подвергшихся воздействию острого или пролонгированного облучения малыми дозами.
На протяжении многих лет являлась главным консультантом детских клиник и детской консультативной поликлиники Института педиатрии, акушерства и гинекологии АМН Украины. Е. М. Лукьянова — выдающийся врач-педиатр с опытом многолетней практической работы в детской клинике. Профиль её врачебной помощи чрезвычайно широк и включает, в частности, консультирование тяжелобольных детей всех возрастных групп с различными заболеваниями, управления сложными врачебный консилиум как в институте, так и за его пределами.
Под руководством Е. М. Лукьяновой подготовлено 25 докторов и 58 кандидатов наук. Среди учеников — академик Ю. Г. Антипкин, доктор медицинских наук А. Д. Мороз и другие.
Получила 18 авторских свидетельств и патентов Украины.
Автор более 600 опубликованных научных работ, из них 27 монографий, 10 пособий и учебников, в том числе: монографии «Рахит» (1970), «Ангиохолециститы у детей» (1975), «Витамины в педиатрии» (1984), «Новые продукты диетического и лечебного питания высокой биологической ценности для беременных женщин и детей» (1991), «The Chernobyl Accident. Thyroid Abnormalities in Children, Congenital Abnormalities and other radiation related information — The First Ten Years» (1996), «Ревматоидный артрит у детей» (2002), «Ионизирующее излучение и иммунная система у детей» (2003), «Чернобыльская катастрофа: состояние здоровья женщин и детей» (2003) и другие, пособия для врачей «Детская гастроэнтерология» (1978), «Фармакотерапия в педиатрии» (1993), «Медицина детства» (2002).

## Общественная деятельность
Президент Ассоциации педиатров Украины (с 1982), член исполкома Международной ассоциации педиатров (с 1991), член Всемирной ассоциации перинатологов (с 1992), член Европейской ассоциации перинатологов (с 1993), академик Американской академии педиатров (с 1998), член Наблюдательного совета благотворительного фонда «Украина — детям» (с 1995), член Президиума Национальной академии медицинских наук Украины (с 1993), председатель Комитета по биоэтике при Президиуме АМН Украины (с 2001).
Главный редактор журналов «Перинатология и педиатрия» и «Здоровье женщины», заместитель главного редактора журнала «Педиатрия, акушерство и гинекология», член редколлегии «Журнала Академии медицинских наук Украины», а также председатель Координационных советов АМН Украины Национальной программы «Дети Украины» и Национальной программы «Репродуктивное здоровье 2001—2005».
Первая женщина на Украине, избранная действительным членом Академии медицинских наук СССР в области педиатрии, академиком АМН Украины, АМН России, а также Американской академии педиатров.
Была председателем проблемной комиссии «Возрастные особенности детского организма в норме и патологии» МЗ Украины, заместителем председателя Научного совета по педиатрии при Президиуме АМН СССР (до 1991), заместителем председателя Всесоюзного (до 1991) и Украинской обществ педиатров, членом президиума Советского детского фонда имени В. И. Ленина (до 1991).
Ответственный редактор первой на Украине и на постсоветском пространстве отраслевой энциклопедии по педиатрии, акушерства и гинекологии «Здоровье матери и ребёнка» (К., 1992), автор ряда статей к этому изданию.

## Награды
- Государственная премия СССР в области науки и техники (1987) — за разработку и внедрение современных методов эндоскопического исследования органов пищеварения у детей.
- Государственная премия УССР в области науки и техники (1980) — за изучение обмена витамина D в организме и разработку методов профилактики и лечения D-гиповитаминоза у детей.
- Государственная премия Украины в области науки и техники (05.12.2000) — за цикл научных работ «Фундаментальные исследования гипоксических состояний и разработка методов использования адаптации к гипоксии в медицине и спорте»[1].
- Заслуженный деятель науки и техники УССР (1982).
- Орден Отечественной войны I степени (1985).
- Орден Трудового Красного Знамени (1971).
- Орден Октябрьской революции (1982).
- Орден Княгини Ольги III степени (18.08.1997)[2].
- Награждена 15 медалями за трудовую деятельность и участие в Великой Отечественной войне.
- Почётная грамота Кабинета Министров Украины (10.01.2003)[3].
- Диплом Международного академического рейтинга «Золотая фортуна» (2001).
- Серебряная Георгиевская медаль «Честь, слава, труд».
- Памятная медаль «За заслуги в развитии экономики и весомый вклад в создание международного имиджа Украины».
- Почётный гражданин города Киева (1997).

В 1995 году Международный биографический центр (Кембридж, Великобритания) и Американский биографический институт признали её одним из 500 наиболее влиятельных и выдающихся учёных мира.
Награждена дипломом «The Laureate of the Euromarket Award» EMRC (2002), дипломом Кембриджского международного биографического института «Международный деятель здравоохранения 2003», «Международным призом мира» Американского биографического института и Объединенной конвенции по вопросам культуры США (2003) . Имеет международную награду «Золотой Меркурий» (Оксфорд, 2003), международную премию «Награда тысячелетия за заслуги перед человечеством» (Оксфорд, 2003), почётный знак «Святая София» за личный вклад в возрождение духовности, национальной науки и культуры (2003).